# 세상끝의 사랑
"세상끝의 사랑"은 2015년에 개봉한 대한민국의 영화이다.

## 캐스팅
- 한다감 : 서자영 역
- 조동혁 : 동하 역
- 공예지 : 정유진 역
- 최기훈 : 정석원 역
- 홍희원 : 오양호 역
- 김성범 : 송도영 역
- 오원빈
- 신현탁
- 박종수 : 음주단속 경찰 2 역
- 정석용 : 지환 역 (특별출연)